# Maxime Chattam
Maxime Chattam (Herblay, 19 febbraio 1976) è uno scrittore francese.

## Biografia
Maxime Chattam, conosciuto anche come Maxime Williams (entrambi pseudonimi di Maxime Guy Sylvain Drouot) scrive romanzi thriller e polizieschi; consapevole del tipo di conoscenza necessario per scrivere questo genere di libri Chattam ha studiato per un anno criminologia all'università di Sant Denis dove ha imparato le basi della psicologia criminale, delle scienze forensi e della medicina legale. 
Definito lo Stephen King europeo, ha venduto oltre sette milioni di copie in tutto il mondo.

## Opere
A seguito una bibliografia parziale dei romanzi di Chattam, il titolo in italiano, l'anno di uscita nella lingua originale:
- La trilogia del male:
  - L'anima del male (2002)
  - In tenebris (2003)
  - Il veleno del ragno (2004)
- Il sangue del tempo (2005)
- Arcana (2006)
- Zodiaco (2007)
- Alterra. L'alleanza dei tre (2008)

### SerieLudivine Vancker
- Loro, il primo caso di Ludivine Vancker, Milano, Salani, 2024, ISBN 8831021400
- La pazienza del diavolo. La seconda indagine di Ludivina Vancker, Salani, 2025, ISBN 9788831021760